# Пантеліс Хацидіакос
Пантеліс Хацидіакос (грец. Παντελής_Χατζηδιάκος, нар. 18 січня 1997, Родос) — грецький футболіст, захисник італійського «Кальярі» та національної збірної Греції.

## Клубна кар'єра
Народився 18 січня 1997 року в місті Родос в родині грека та нідерландки. Розпочав займатись футболом у грецькому «Панатінаїкосі», а січні 2011 року перейшов до академії нідерландського АЗ. 28 січня 2015 року підписав з клубом свій перший професійний контракт .
13 грудня 2015 року дебютував у Ередивізі у поєдинку 16-го туру проти «Зволле», вийшовши на заміну на 53-ій хвилині замість Йопа ван дер Ліндена. За три дні до цього дебютував у Лізі Європи у поєдинку проти «Атлетік Більбао».
7 лютого 2020 року АЗ оголосив про продовження контракту з грецьким футболістом до літа 2024 року, незважаючи на серйозну травму, яку він зазнав у листопаді попереднього року, через що пропустив усю другу частину сезону. Загалом відіграв за команду з Алкмара протягом восьми сезонів понад 200 матчів у встх турнірах.
1 вересня 2023 року уклав чотирічний контракт з італійським «Кальярі», якому трансфер захисника обійшовся у 2 мільйони євро.

## Виступи за збірні
28 березня 2013 року дебютував у складі юнацької збірної Нідерландів (U-16) на міжнародному турнірі "Tournoi de Montaig" проти Німеччини (1:2).  Через чотири дні Хацидіакос провів свій другий і останній матч за цю команду проти однолітків з Португалії. Того ж року зіграв і один матч за збірну до 17 років, вийшовши у грі проти Ізраїлю (3:2) .
На початку 2014 року Хацидіакос вирішив представляти Грецію і 27 березня зіграв свій єдиний матч за збірну Греції до 17 років, відігравши весь матч проти однолітків з Туреччини.
2018 року залучався до складу молодіжної збірної Греції. На молодіжному рівні зіграв у 7 офіційних матчах.
12 жовтня 2019 року дебютував в офіційних матчах у складі національної збірної Греції в кваліфікаційному матчі до чемпіонату Європи 2020 року проти Італії на Олімпійському стадіоні в Римі, де він відіграв усі 90 хвилин. Загалом в рамках того відбору зіграв у чотирьох матчах, але збірна не змогла кваліфікуватись на континентальну першість.

## Статистика виступів

### Статистика клубних виступів
Станом на 1 вересня 2023
| Сезон             | Команда           | Чемпіонат         | Чемпіонат | Чемпіонат | Національний кубок | Національний кубок | Національний кубок | Континентальні кубки | Континентальні кубки | Континентальні кубки | Інші змагання | Інші змагання | Інші змагання | Усього | Усього | Усього |
| Сезон             | Команда           | Ліга              | Ігор      | Голів     | Ліга               | Ігор               | Голів              | Ліга                 | Ігор                 | Голів                | Ліга          | Ігор          | Голів         | Ігор   | Голів  |        |
| ----------------- | ----------------- | ----------------- | --------- | --------- | ------------------ | ------------------ | ------------------ | -------------------- | -------------------- | -------------------- | ------------- | ------------- | ------------- | ------ | ------ | ------ |
| 2015–16           | АЗ                | E                 | 4         | 0         | КН                 | 1                  | 0                  | ЛЄ                   | 1                    | 0                    | -             | -             | -             | 6      | 0      |        |
| 2016–17           | АЗ                | E                 | 2+2       | 0         | КН                 | 1                  | 0                  | ЛЄ                   | 0                    | 0                    | -             | -             | -             | 5      | 0      |        |
| 2017–18           | АЗ                | E                 | 26        | 1         | КН                 | 3                  | 1                  |                      | -                    | -                    | -             | -             | -             | 29     | 2      |        |
| 2018–19           | АЗ                | E                 | 17        | 1         | КН                 | 4                  | 0                  | ЛЄ                   | 2                    | 0                    | -             | -             | -             | 23     | 1      |        |
| 2019–20           | АЗ                | E                 | 11        | 1         | КН                 | 0                  | 0                  | ЛЄ                   | 9                    | 1                    | -             | -             | -             | 20     | 2      |        |
| 2020–21           | АЗ                | E                 | 23        | 0         | КН                 | 1                  | 0                  | ЛЧ+ЛЄ                | 0+6                  | 0                    | -             | -             | -             | 30     | 0      |        |
| 2021–22           | АЗ                | E                 | 28+4      | 0         | КН                 | 3                  | 0                  | ЛЄ+ЛК                | 0+7                  | 0                    | -             | -             | -             | 42     | 0      |        |
| 2022–23           | АЗ                | E                 | 33        | 0         | КН                 | 2                  | 0                  | ЛК                   | 11+6                 | 0                    | -             | -             | -             | 52     | 0      |        |
| 2023–24           | АЗ                | E                 | 2         | 0         | КН                 | 2                  | 0                  | ЛК                   | 0+4                  | 0+1                  | -             | -             | -             | 6      | 1      |        |
| Усього за АЗ      | Усього за АЗ      | Усього за АЗ      | 152       | 3         |                    | 15                 | 1                  |                      | 46                   | 2                    |               | -             | -             | 213    | 6      |        |
| 2023–24           | «Кальярі»         | A                 | 0         | 0         | КІ                 | 0                  | 0                  | -                    | -                    | -                    | -             | -             | -             | 0      | 0      |        |
| Усього за кар'єру | Усього за кар'єру | Усього за кар'єру | 183       | 3         |                    | 17                 | 1                  |                      | 46                   | 2                    |               | -             | -             | 246    | 6      |        |

### Статистика виступів за збірну
Станом на 1 вересня 2023
| Дата       | Місто     | Господарі         | Результат | Гості                | Турнір                               | Голи | Примітки |
| ---------- | --------- | ----------------- | --------- | -------------------- | ------------------------------------ | ---- | -------- |
| 12-10-2019 | Рим       | Італія            | 2 – 0     | Греція               | Відбір до ЧЄ 2020                    | -    |          |
| 15-10-2019 | Марусі    | Греція            | 2 – 1     | Боснія і Герцеговина | Відбір до ЧЄ 2020                    | -    |          |
| 15-11-2019 | Єреван    | Вірменія          | 0 – 1     | Греція               | Відбір до ЧЄ 2020                    | -    |          |
| 18-11-2019 | Марусі    | Греція            | 2 – 1     | Фінляндія            | Відбір до ЧЄ 2020                    | -    |          |
| 11-10-2020 | Марусі    | Греція            | 2 – 0     | Молдова              | Ліга націй УЄФА 2020-2021 - 1-й етап | -    | 69'      |
| 14-10-2020 | Марусі    | Греція            | 0 – 0     | Косово               | Ліга націй УЄФА 2020-2021 - 1-й етап | -    | 85'      |
| 15-11-2020 | Кишинів   | Молдова           | 0 – 2     | Греція               | Ліга націй УЄФА 2020-2021 - 1-й етап | -    |          |
| 18-11-2020 | Афіни     | Греція            | 0 – 0     | Словенія             | Ліга націй УЄФА 2020-2021 - 1-й етап | -    | 90'      |
| 1-9-2021   | Базель    | Швейцарія         | 2 – 1     | Греція               | товариський матч                     | -    | 65'      |
| 8-9-2021   | Афіни     | Греція            | 2 – 1     | Швеція               | Відбір до ЧС 2022                    | -    |          |
| 9-10-2021  | Батумі    | Грузія            | 0 – 2     | Греція               | Відбір до ЧС 2022                    | -    |          |
| 12-10-2021 | Стокгольм | Швеція            | 2 – 0     | Греція               | Відбір до ЧС 2022                    | -    | 76', 86' |
| 14-11-2021 | Марусі    | Греція            | 1 – 1     | Косово               | Відбір до ЧС 2022                    | -    |          |
| 25-3-2022  | Бухарест  | Румунія           | 0 – 1     | Греція               | товариський матч                     | -    |          |
| 28-3-2022  | Подгориця | Чорногорія        | 1 – 0     | Греція               | товариський матч                     | -    |          |
| 2-6-2022   | Белфаст   | Північна Ірландія | 0 – 1     | Греція               | Ліга націй УЄФА 2022-2023 - 1-й етап | -    |          |
| 5-6-2022   | Приштина  | Косово            | 0 – 1     | Греція               | Ліга націй УЄФА 2022-2023 - 1-й етап | -    |          |
| 9-6-2022   | Волос     | Греція            | 3 – 0     | Кіпр                 | Ліга націй УЄФА 2022-2023 - 1-й етап | -    | 24'      |
| 12-6-2022  | Волос     | Греція            | 2 – 0     | Косово               | Ліга націй УЄФА 2022-2023 - 1-й етап | -    |          |
| 24-9-2022  | Ларнака   | Кіпр              | 1 – 0     | Греція               | Ліга націй УЄФА 2022-2023 - 1-й етап | -    |          |
| 27-9-2022  | Афіни     | Греція            | 3 – 1     | Північна Ірландія    | Ліга націй УЄФА 2022-2023 - 1-й етап | -    |          |
| 17-11-2022 | Та-Калі   | Мальта            | 2 – 2     | Греція               | товариський матч                     | -    |          |
| 20-11-2022 | Будапешт  | Угорщина          | 2 – 1     | Греція               | товариський матч                     | -    |          |
| 24-3-2023  | Фару      | Гібралтар         | 0 – 3     | Греція               | Відбір до ЧЄ 2024                    | -    |          |
| 27-3-2023  | Афіни     | Греція            | 0 – 0     | Литва                | товариський матч                     | -    |          |
| 16-6-2023  | Афіни     | Греція            | 2 – 1     | Ірландія             | Відбір до ЧЄ 2024                    | -    |          |
| 19-6-2023  | Сен-Дені  | Франція           | 1 – 0     | Греція               | Відбір до ЧЄ 2024                    | -    | 74'      |
| Усього     |           | Матчів            | 27        |                      | Голів                                | 0    |          |

## Титули і досягнення
- Чемпіон Данії (1):

«Копенгаген»: 2024/25
- Володар Кубка Данії (1):

«Копенгаген»: 2024/25